# Китайска летяща жаба
Китайската летяща жаба (Rhacophorus dennysi), известна още като Гигантска дървесна жаба и Китайска дървесна жаба е вид дървесна жаба от семейство Rhacophoridae.

## Описание
Това е едра по размери дървесна жаба, като дължината на тялото достига до 10 см.

## Хранене
Храни се предимно с насекоми. Обикновено китайската дървесна жаба е нощно активна.

## Разпространение и местообитание
Разпространена е в източна и югоизточна Азия, на териториите на Лаос, Мианмар, Виетнам и южен Китай.
Жабата обитава различни влажни горски хабитати – екваториални гори, планински екваториални гори, субтропични и мусонни влажни гори.